# نصر أباد (باقران)
نصر أباد (بالفارسية: ناصرآباد) هي مستوطنة تقع في إيران في قسم باقران الريفي. يقدر عدد سكانها بـ 111 نسمة .